# Bruno Langley
Bruno Langley (Taunton, 21 de março de 1983) é um ator inglês conhecido por interpretar Adam Mitchell em Doctor Who e Todd Grimshaw em Coronation Street.

## Filmografia

### Televisão
| Ano                                | Título                                         | Papel                       | Notas                                                                         |
| ---------------------------------- | ---------------------------------------------- | --------------------------- | ----------------------------------------------------------------------------- |
| 2001                               | Linda Green                                    | Philip 'Fizz' Green         | Episódios: "Twins" "Pete" "Lesbians" "Ricky" "Sexual Harassment" "Motherhood" |
| 2001–04, 2007, 2011, 2013–presente | Coronation Street                              | Todd Grimshaw               | Membro regular                                                                |
| 2003                               | Stars in Their Eyes: Coronation Street Special | Ele mesmo / Robbie Williams |                                                                               |
| 2005                               | Doctor Who                                     | Adam Mitchell               | Episódios: "Dalek" The Long Game"                                             |
| 2005                               | Dalziel and Pascoe                             | Jason Parker                | Episódios: "Guardian Angel: Parte 1" "Guardian Angel: Parte 2"                |

### Filme
| Ano  | Título                               | Papel            | Notas |
| ---- | ------------------------------------ | ---------------- | ----- |
| 2005 | The League of Gentlemen's Apocalypse | Damon            |       |
| 2006 | Halal Harry                          | Eric the Milkman |       |

### Teatro
| Ano     | Título                                   | Papel           | Notas                      |
| ------- | ---------------------------------------- | --------------- | -------------------------- |
| 2005    | Romeu e Julieta                          | Romeu           | Castelo de Stafford        |
| 2005    | Night Sky                                | Ali             | Old Vic                    |
| 2006    | Love Trilogy Part One: Life Imitates Art | Nathan          | Teatro do Povo, Camden     |
| 2006    | A Taste of Honey                         | Geoffrey        | Teatro Richmond            |
| 2008    | Sleeping Beauty                          |                 | Teatro Gaiety, Dublim      |
| 2008    | Flashdance The Musical                   | Jimmy           |                            |
| 2010    | Intimate Strangers                       | Tarquin Olivier | Teatro Vaudeville, Londres |
| 2010–11 | Calendar Girls                           | Lawrence / Liam |                            |
| 2012–13 | The Mousetrap                            | Giles Ralston   |                            |